# بيترو بيبولو
بيترو بيبولو (بالإيطالية: Pietro Pipolo)‏ (27 فبراير 1986 في إيطاليا - ) هو لاعب كرة قدم إيطالي في مركز حراسة المرمى. لعب مع نادي روما ونادي لوغانو ونادي بوتنزا.